# الکساندر (روستا)، نیویورک
الکساندر (روستا)، نیو یورک (به انگلیسی: Alexander (village), New York) یک منطقهٔ مسکونی در ایالات متحده آمریکا است که در ایالت نیویورک واقع شده‌است.

## خصوصیات
الکساندر ۱٫۱ کیلومترمربع مساحت و ۵۰۹ نفر جمعیت دارد و ۲۸۴ متر بالاتر از سطح دریا واقع شده‌است.